# Ovsted Sogn
Ovsted Sogn er et sogn i Skanderborg Provsti (Århus Stift).
I 1800-tallet var Tåning Sogn anneks til Ovsted Sogn. Begge sogne hørte til Voer Herred i Skanderborg Amt. Ovsted-Tåning sognekommune blev ved kommunalreformen i 1970 indlemmet i Skanderborg Kommune.
I Ovsted Sogn ligger Ovsted Kirke.
I sognet findes følgende autoriserede stednavne:
- Bjødstrup (bebyggelse, ejerlav)
- Ejer (bebyggelse, ejerlav)
- Ejer Bavnehøj (areal, bebyggelse)
- Ejer Bjerge (areal)
- Ejer Nørmark (bebyggelse)
- Ejer Skov (areal)
- Elling (bebyggelse)
- Lindbjerg (bebyggelse)
- Ris (bebyggelse, ejerlav)
- Tammestrup (ejerlav, landbrugsejendom)
- Tebstrup (bebyggelse, ejerlav)
- Tebstrup Sø (vandareal)